# Mikołaj Żochowski
Mikołaj Żochowski herbu Brodzic – poseł na sejm koronacyjny 1587/1588 z województwa mazowieckiego, poseł na sejm 1590/1591 roku z ziemi ciechanowskiej.